# Huomenta Suomi
"Huomenta Suomi" (svenska: "Godmorgon Finland") är ett finskt TV-morgonprogram. Programmet startade 1 december 1989 och var Nordens första dagliga morgonprogram på TV.

## Programmet
"Huomenta Suomi" sänder på vardagar på kanalen MTV3. Programmet visar blandad underhållning med nyheter varje halvtimme. Under en kort period i slutet på 1990-talet och början på 2000-talet sändes programmet även på helger.

## Historia
Sändningar inleddes 1 december 1989, bland gästerna i den första sändningen fanns Finnlands dåvarande statsminister Harri Holkeri.
I februari 2006 gästades programmet av bl.a. talkshowvärden Conan O’Brien.
I december 2013 beslutade MTV3 att ändra programstrukturen och sista sändningen i det gamla formatet gjordes 13 december 2013. Den 27 januari 2014 premiärsändes programmet i sin nya form.